# دوک‌گو ریوایند
دوک‌گو ریوایند (انگلیسی: Dokgo Rewind؛‏ کره‌ای: 독고 리와인드) یک مجموعه تلویزیونی محصول کره جنوبی در سال ۲۰۱۸ بر پایه وب‌تونی با همین نام اثر مین و بک سونگ هون است. این مجموعه به عنوان پیش‌درآمدی بر وب‌تون به‌شمار می‌رود. در این مجموعه سهون، جو بیونگ کیو، آن بو هیون، و کانگ می نا ایفای نقش کردند. تولیدکنندهٔ این مجموعه سامهوا نتورکس بوده است و از طریق کاکائو پیج در ۷ سپتامبر ۲۰۱۸ پخش شد و برای استریم در ویکی نیز قابل دسترسی است.

## بازیگران

### اصلی
- سهون در نقش کانگ هیوک/دوک‌گو[۴][۵] و کانگ‌هو
- جو بیونگ کیو در نقش کیم جونگ ایل[۸]
- آن بو هیون در نقش پیو ته جین[۹]
- کانگ می نا در نقش کیم هیون سون[۱۰]